# Chromocryptus huebrichi
Chromocryptus huebrichi är en stekelart som först beskrevs av Juan Brèthes 1913.  Chromocryptus huebrichi ingår i släktet Chromocryptus och familjen brokparasitsteklar. Inga underarter finns listade i Catalogue of Life.